# Halogeton glomeratus
Halogeton glomeratus es una especie de planta con flor de la familia Amaranthaceae. 
- Datos: Q15709475
- Multimedia: Halogeton glomeratus / Q15709475
- Especies: Halogeton glomeratus